# Eraser
Eraser är en amerikansk actionfilm från 1996.

## Handling
John Kruger (Arnold Schwarzenegger) är en Deputy U.S. Marshal som "raderar" liv och befintliga identiteter för de som lever under det federala vittnesskyddsprogrammet. Här måste han skydda en försvarsindustrianställd mellanchef (Vanessa L. Williams) som fått nys om en olaglig försäljning av topphemliga vapen till ryska maffian och samarbetat med FBI. Vad Kruger inte vet är att hans tidigare mentor, Robert Deguerin (James Caan), är en del av konspirationen.

## Rollista (i urval)
| Arnold Schwarzenegger | – John "The Eraser" Kruger                 |
| James Caan            | – U.S. Marshal Robert Deguerin             |
| Vanessa L. Williams   | – Dr. Lee Cullen a.k.a. Deborah Elliott    |
| James Coburn          | – Chief Beller WITSEC                      |
| Robert Pastorelli     | – Johnny Castelone                         |
| Danny Nucci           | – WITSEC Deputy Monroe                     |
| Andy Romano           | – Under Secretary of Defense Daniel Harper |
| James Cromwell        | – William Donohue                          |
| Nick Chinlund         | – Calderon                                 |
| Roma Maffia           | – Claire Isaacs                            |
| John Slattery         | – FBI Agent Corman                         |

## Om filmen
Eraser regisserades av Chuck Russell, efter manus av Tony Puryear, Walon Green och Michael S. Chernuchin. Filmen var Vanessa Williams första huvudroll i en långfilm och hon hade föreslagits till rollen av Arnold Schwarzeneggers fru Maria Shriver.
De vapen som filmens skurkar smugglar är en fiktiv variant av magnetkanon i form av handeldvapen.
Filmens interiör spelades i på Warner Bros. Studios i Burbank, Kalifornien samt exteriörer i Los Angeles, New York och Washington, DC.

## Mottagande
Filmens ljudtekniker nominerades till en Oscar för bästa ljudredigering för sitt arbete med filmen.
En reboot, Eraser: Reborn med Dominic Sherwood i huvudrollen släpptes av Warner Bros. under 2022.